# Космодром Куру
Космодром Куру, познат и под називом Европски свемирски центар или Centre spatial guyanais (CSG) на француском, је француски и европски космодром близу места Куру у Француској Гвајани. У употреби је од 1968. године и налази се на најбољој могућој локацији за космодром, јер испуњава два најбитнија захтева који се постављају за изградњу космодрома:
- налази се скоро на самом екватору, тако да сама брзина ротације Земље на овој локацији додаје малу, али значајну почетну брзину ракети-носачу која се лансира ка истоку, и
- источно од космодрома, односно у ракетној области (области пројектила), налази се ненасељен простор, у овом случају Атлантски океан, тако да нема могућности да степени ракете просле одбацивања падну на неко насеље и повреде људе

Овај космодром за лансирање ракета-носача користе Европска свемирска агенција (ЕСА), Француска свемирска агенција (CNES) и приватна компанија Аријанаспејс. Са овог космодрома ЕСА лансира свој аутоматски брод за снабдевање ка Међународној свемирској станици.
Ову локацију је 1964. године изабрала Француска за изградњу свог космодрома. Након тога, 1975. године, Француска се понудила да дели космодром са агенцијом ЕСА. Космодром користе и друге нације јер се одавде лансирају и комерцијални сателити и друге свемирске летелице. Агенција ЕСА обезбеђује две трећине годишњег буџета космодрома и финансирала је обнову и надоградње при развоју нових ракета-носача фамилије Аријана.

## Постројења
Космодром Куру налази се око 500 km северно од екватора, на 5° 10' с.г.ш. Пошто је космодром овако близу екватору, све ракете-носачи који одавде полећу имају предност за лансирање терета у орбите око Земље са малом инклинацијом (нпр. у геостационарну или геосинхрону орбиту) у односу на ракете које полећу са космодрома даље од екватора, као што су космодроми у САД или Русији који се налазе од 28° 27′ (СЦ Кенеди) до чак 62° 55′ северно (Космодром Плесецк). На пример, почетна брзина коју ракета има при полетању са космодрома Куру износи 463 m/s (1.666,8 km/h), док ракете које полећу из свемирског центра Кенеди на Флориди имају почетну брзину од 406 m/s (1.461,6 km/h). Локација на екватору такође обезбеђује досезање геосинхроне орбите уз мању количину горива, чиме се смањује цена лансирања.

#### 
Лансирна рампа изграђена 1960-их под именом CECLES (фр. Conférence Européenne de Construction de Lanceurs et d'Engins Spatiaux, у преводу Европска организација за изградњу ракета-носача и свемирских летелица), тренутно има назив ELV (фр. l'Ensemble de Lancement Vega), може се видети овде на Гугл мапама, и пројектована је наменски за ракету-носача Европа II. Са ове лансирне рампе ракета Европа II полетела је само једном, а затим је цео пројекат окончан.
Рампа је срушена, а затим поново изграђена да служи као примарна лансирна рампа за полетање ракета Аријана. Тада је преименована у ELA (а касније поново у ELA-1), и коришћена је за лансирања ракета Аријана 1, Аријана 2 и 3 а затим је изведена из употребе 1989. године.
Поново је реновирана за ракету Вега почетком 21. века, а прво лансирање нове ракете са ове лансирне рампе догодило се 13. фебруара 2012. године.
Лансирна рампа  (фр. l'Ensemble de Lancement Ariane 2), може се видети овде на Гугл мапама. Аријанаспејс ју је користила за само два лансирања ракете-носача Аријана 3 (V17 1986. и V25 1988. године), затим за друго по реду лансирање ракете-носача Аријана 2 1987. године (које је било 20. по реду лансирање Аријана фамилије), као и за свих 116 лансирања Аријане 4 између 1988. и 2003. године. Након пензионисања Аријане 4 и увођења у употребу нове Аријане 5, ова лансирна рампа је искључена из употребе. У септембру 2011. године сервисни торањ лансирне рампе срушен је уз помоћ експлозива.
Лансирна рампа  (фр. l'Ensemble de Lancement Ariane 3) користи се за лансирање ракете-носача Аријана 5 од 1996. године (лета Аријане под серијским бројем 501). Ова рампа може се видети овде на Гугл мапама, и покрива површину од 21 km2.

#### / Сојуз у Куруу
Европска свемирска агенција је изградила ласнирну рампу ELS (фр. l'Ensemble de Lancement Soyouz) на координатама 5.305 °C 52.834°З за лансирање руских ракета-носача Сојуз-2. Прво полетање ове ракете са космодрома Куру одлагано је више пута, и на крају се догодило 21. октобра 2011. године.
Ова лансирна рампа налази се на територији комуне Синамари, 27 km од луке у месту Куру, и 10 km северно од лансирне рампе  која се користи за лансирање ракета-носача Аријана 5. По условима закљученим у споразуму између Русије и Европске уније, агенција ЕСА ће ракету-носач Сојуз-2 користити да употпуни асортиман својих ракета-носача и користиће је за лансирања својих сателита и научних мисија, као и за лансирање комерцијалних сателита, док ће Русија стећи право да користи космодром Куру за лансирање својих мисија у орбиту овом ракетом. Русија ће овај космодром користити у тандему са космодромима Бајконур, Плесецк и од краја 2015. године Восточни, са којих такође може лансирати Сојуз-2. Ова ракета из Куруа у орбиту може доставити знатно већи терет у односу на космодроме у Русији, због повољне локације близу екватора. Сојуз-2 при лансирању са Бајконура у геостационарну орбиту може доставити 1.700 kg терета, док ће са Куруа у исту орбиту моћи да достави око 3.000 kg.
Монтажа ракете разликоваће се од оне која се већ деценијама спроводи у Русији и бившем Совјетском Савезу. Ракете-носачи Сојуз се традиционално склапају у хоризонталном положају – прво се постави централни сегмент ракете (први степен), затим се на њега монтирају четири додатка за већи потисак у почетној фази лета, онда долази други степен, и на крају опциони трећи степен који је обично интегрисан са сателитом унутар омотача. Сателит или нека друга свемирска летелица која се лансира се монтира на адаптер у вертикалном положају, и у таквом положају се најчешће врши пуњење резервоара те летелице као и трећег степена (код ракете Сојуз то је најчешће Фрегат) горивом, а након тога се цео тај склоп ротира у хоризонталан положај и спаја са другим степеном ракете а затим се монтира и заштитни омотач. У потпуности склопљена ракета се затим транспортује до лансирне рампе у хоризонталном положају и затим подиже у вертикалан положај за ласнирање. Процедура на космодрому Куру је мало другачија. Први степен, додаци и други степен ракете се монтирају у згради за финалну монтажу, након чега се транспортују до лансирне рампе и подижу у вертикалан положај. Због другачијих, тропских временских услова који владају у Француској Гвајани – високе влажности ваздуха и високих температура (космодроми у Русији су и по шест месеци оковани снегом и ледом, а лансирања чак и са људском посадом спроводе се по снежним мећавама и темературама испод -30 °C), горњи део ракете се током транспорта омотава специјалним прекривачима како би се заштитла од влаге. Свемирска летелица која се лансира склапа се у вертикалном положају одвојено од ракете и ставља у заштитни омотач, а затим се у том положају и транспортује до лансирне рампе где се подиже и монтира на врх ракете. Још једна велика разлика у односу на космодроме у Русији је сервисни торањ, који је у Куруу затвореног типа и може се у потпуности затворити како би се ракета заштитила од ветра, кише и прашине, док је у Русији овај торањ отвореног типа и обезбеђује само платформе на више нивоа са којих техничари могу приступити ракети ради последњих провера пред полетање. Овај торањ се налази на шинама, тако да се пред лансирање може отворити и одмаћи од рампе како не би био оштећен. Торањ у Русији се састоји из две огромне „руке“ које се затварају и отварају око ракете, али се не могу одмаћи приликом лансирања. Овакав сервисни торањ се добро показао, тако да су руске власти одлучиле да ће се за лансирну рампу ракете Сојуз-2 на новом космодрому Восточни, на истоку Русије, користити исти принцип.
Изградњу лансирне рампе ELS заједно финансирају Аријанаспејс, агенција ЕСА и Европска унија, док је главни извођач француска свемирска агенција. Цео пројекат има вредност од 320 милиона €, од којих је 120 милиона € одвојено за модернизацију ракете Сојуз-2. Званични почетак радова обележен је 27. фебруара 2007. године. Међутим, радови на ископавањима и релокацији велике количине земље почели су неколико месеци раније. У мају 2008. и даље су трајали земљани радови, али је ров за одвођење издувних гасова био у великој мери завршен, као и метални костур зграде за финалну монтажу ракете. Опрема која је направљена у Русији у Француску Гвајану стигла је у јулу 2008. године, након чега су руски инжењери и техничари прионули на њену уградњу на ласнирној рампи. У новембру 2007. године појавили су се извештаји, касније приписани Владимиру Грездилову, генералном директору компаније „Мир“, о крађама које су се дешавале у околини Синамарија, што би могло довести до кашњења у изградњи и померања датума првог ласнирања са лансирне рампе.
У фебруару 2009. године ЕСА је објавила да је у Самари у Русији у току изградња ракета Сојуз-2 које су намењене за лансирање са космодрома Куру. Већ у мају исте године, агенција ИТАР-ТАСС објавила је да су прве две ракете за лансирну рампу ELS направљене, тестиране и да се очекује њихова испорука.
Генерални директор пројектног бироа Прогрес Александар Кирилин изјавио је 25. августа 2009. да се прво лансирање ракете Сојуз са космодрома Куру одлаже за почетак априла 2010. године. Истом приликом је изјавио да су прве три ракете у потпуности конструисане и да ће бити послате ка Француској Гвајани прекоокеанским бродом 1. новембра 2009. године. Међитим, радови на изградњи лансирне рампе текли су споро. На сајту Spaceflight Now је тек 13. септембра 2010. објављено да су након више одлагања радови на сервисном торњу завршени и тиме је завршена и изградња лансирне рампе. Тада је најављено да се прво лансирање очекује почетком 2011. године. До октобра 2011. потписано је 18 уговора за ласнирање ракете Сојуз са нове лансирне рампе. Аријанаспејс је наручила 24 ракете од Русије, од којих су прве две већ биле испоручене.
BBC је 14. јануара 2011. објавио да се у априлу исте године очекује сертификација лансирне рампе за ракету Сојуз, а да се прво лансирање очекује између 15. августа и 15. септембра. Након тога, 1. јула 2011. године, сајт Space News је објавио да је након проласка процеса сертификације лансирање могуће око 20. октобра. То се и догодило 21. октобра 2011. године, када су два сателита европског навигационог система Галилео IOV-1 и IOV-2 лансирана ракетом-носачем Сојуз-ST и то је било „прво лансирање руске ракете Сојуз са европског косморома Куру у Француској Гвајани.“ Већ 17. децембра 2011. са исте рампе поново је полетела ракета Сојуз са француским сателитом за надгледање Земље Pleiades 1, четири мања сателита названа ELISA и SSOT сателитом за прикупљање информација чилеанске војске.

#### 
Француска свемирска агенција CNES објавила је 19. јуна 2015. године да је са грађевинском фирмом Eiffage TP потписала уговор вредан 14,8 милиона € који обухвата земљане радове, ископавање рова за усмеравање издувних гасова, као и изградњу приступних саобраћајница, пруге, довођење струје, воде и др. за нову лансирну рампу под називом ELA 4 која ће се користити за ракету-носач Аријана 6.
 Локација је удаљена неколико километара северно од постојеће лансирне рампе  која се користи за лансирање Аријане 5. Ова локација изабрана је јер се на њој већ налази стари каменолом, делом испуњен водом, тако да ће извођач имати мање посла при ископавању рова. Цео комплекс имаће површину од 170 хектара, и планирано је да се током ове фазе радова премести приближно милион кубних метара земље. Према уговору, рок за комплетирање радова је годину дана, међутим, агенција CNES наводи да је већину радова потребно завршити у првих шест месеци како би се избегла кишна сезона у Француској Гвајани.
За изградњу сервисног торња, громобранских стубова, резервоара за течно гориво и осталих надземних компоненти комплекса биће изабрана фирма до краја 2015. године, а прво лансирање нове ракете са ове лансирне рампе планирано је за 2020. годину.

#### Зграда за финалну монтажу
Астријум склапа сваку ракету Аријана 5 у Згради за интеграцију ракете, где се централно језгро са ракетним мотором Вулкан спаја са два помоћна ракетна мотора на чврсто гориво. Затим се овај склоп одвози у Зграду за финалну монтажу, где се на врх ракете ставља терет (сателит или нека друга свемирска летелица) и за овај поступак је договорна компанија Аријанаспејс. Зграда за финалну монтажу налази се 2,8 km од ласнирне рампе ELA 3. За транспорт Аријане 5 од ове зграде до лансирне рампе потребно је око сат времена. Када стигне до рампе, за њу се изнад рова за одвод издувних гасова причвршћује експлозивним вијцима, који је држе у месту све до момента узлетања.
Овде се могу видети зграда за финалну монтажу (доле десно на снимку) и зграда за интеграцију ракете (горе лево). На снимку се види и пруга која лучно повезује ове две зграде, а затим води ка лансирној рампи.

## Сигурност на космодрому
Противпожарна заштита обезбеђена је од стране одсека Париске ватрогасне бригаде. Сигурност у и око космодрома одржавају припадници Француске жандармерије, потпомогнути члановима француске Легије странаца.
Пред лансирање и у току самог одбројавања пред полетање, обезбеђење на територији целог космодрома и око њега се подиже на највиши ниво, и употребљава се додатна противтерористичка и противавионска опрема, али се списак употребљене опреме не зна јер га француска војска држи у тајности. На свим улазим у космодром постављају се патроле које проверавају документацију свих који улазе у постројење. У склопу космодрома Куру налази се и бивша затворска колонија на острвима Спаса, у склопу које је и злогласно Ђавоље острво. Оно се данас користи само у туристичке сврхе, а налази се на путањи ракете када се сателити лансирају у геосинхорну орбиту, тако да се сва лица морају евакуисати са острва пре лансирања.

## Прво лансирање
Прво лансирање са овог космодрома догодило се 10. марта 1970. године. Ракета Дијамант-B тада је ласнирала сателите DIAL/MIKA и DIAL/WIKA. Сателит DIAL/MIKA покварио се приликом лансирања, али је остао у орбити са укупном масом од 111 kg. DIAL/WIKA је на Земљу слао податке у наредна два месеца.

## Значајна лансирања
- 9. март 2008. године – Аријана 5 лансирала први аутоматски брод за снабдевање ка Међународној свемирској станици. Име брода било је Жил Верн, а на МСС је доставио више тона намирница за посаду, а уз то и воду, кисеоник и ракетно гориво неопходно за одржавање орбиталне висине станице.
- 14. мај 2009. године – Аријана 5 лансирала свемирске телескопе Хершел и Планк.[34]
- 1. јул 2009. године – Аријана 5 лансирала у орбиту сателит TerreStar-1, најтежи комерцијални сателит у историји.[35]
- 21. октобар 2011. године – Руска ракета-носач Сојуз-2 први пут полетела са космодрома Куру, носећи прва два сателита европског навигационог система.[36]
- 13. фебруар 2012. године – Са космодрома Куру први пут полетела ракета-носач лаке категорије Вега, коју је самостално развила Италија. Вега је у орбиту доставила два италијанска сателита и још седам пико-сателита.[37]
- 30. август 2013. године – Лансиран сателит GSAT-7 Индијске организације за истраживање свемира (ISRO).[38] Ово је 17. сателит који је ЕСА лансирала за агенцију ISRO ракетама из фамилије Аријана.[39]

## Галерија
- РН Аријана 5 започиње пут од зграде за финалну монтажу до лансирне рампе.
- Полетање РН Аријана 5ES са аутоматским бродом за снабдевање МСС
- Транспорт Аријане 5 до лансирне рампе.
- Контролни центар космодрома, познат под називом „Јупитер“.